# Dysauxes servulina
Dysauxes servulina är en fjärilsart som beskrevs av Fdz. 1929. Dysauxes servulina ingår i släktet Dysauxes och familjen björnspinnare. Inga underarter finns listade i Catalogue of Life.